# Jud Heathcote
George Melvin Heathcote, detto Jud (Harvey, 27 maggio 1927 – Spokane, 28 agosto 2017), è stato un cestista e allenatore di pallacanestro statunitense.

## Carriera
Heathcote ha allenato in NCAA per 24 stagioni. Ha esordito nel 1971 alla guida dei Grizzlies dell'Università del Montana, rimanendovi fino al 1976 e concludendo con 80 vittorie e 53 sconfitte.
Nel 1976 passa agli Spartans di Michigan State University dove, nel periodo 1977-1979, allena Magic Johnson. Vince il Titolo NCAA 1979, sconfiggendo gli Indiana State Sycamores capitanati da Larry Bird. Nelle sue 19 stagioni a Michigan State ha vinto 336 incontri, perdendone 224.
Nel 1990 è stato insignito del NABC Coach of the Year.